# Dolichopeza nigrina
Dolichopeza nigrina är en tvåvingeart som beskrevs av Nikolas Vladimir Dobrotworsky 1974. Dolichopeza nigrina ingår i släktet Dolichopeza och familjen storharkrankar. Inga underarter finns listade i Catalogue of Life.